# Вимислув (Скерневицький повіт)
Вимислув (пол. Wymysłów) — село в Польщі, у гміні Ковеси Скерневицького повіту Лодзинського воєводства.
Населення — 40 осіб (2011).
У 1975-1998 роках село належало до Скерневицького воєводства.

## Демографія
Демографічна структура станом на 31 березня 2011 року:
|          | Загалом | Допрацездатний вік | Працездатний вік | Постпрацездатний вік |
| -------- | ------- | ------------------ | ---------------- | -------------------- |
| Чоловіки | 16      | 4                  | 10               | 2                    |
| Жінки    | 24      | 5                  | 12               | 7                    |
| Разом    | 40      | 9                  | 22               | 9                    |